# Patricio Mendoza
Joffre Patricio Mendoza Palma (Buena Fe, 1965 - Quevedo, 21 de diciembre de 2020), más conocido como el "Cholo" Mendoza, fue un ingeniero agrónomo y político ecuatoriano. Entre los cargos públicos que ocupó destacan el de diputado y asambleísta nacional, además de alcalde del cantón Buena Fe por dos periodos consecutivos.
En 2003 fue acusado de haber estado supuestamente relacionado con el asesinato del dirigente político Jorge Mogrovejo, quien había denunciado a Mendoza por irregularidades en su gestión municipal.

## Trayectoria política

### Alcaldía de Buena Fe
Durante su tiempo en la alcaldía de Buena Fe recibió varias acusaciones por supuestos actos de corrupción y de enriquecimiento ilícito. Las acusaciones fueron formuladas por un grupo de ciudadanos liderados por Jorge Mogrovejo Velasco, dirigente del Movimiento Popular Democrático, quien presentó denuncias contra Mendoza en la Contraloría General del Estado, el Servicio de Rentas Internas y la Comisión de Control Cívico de la Corrupción en las que enfatizaba cómo Mendoza, quien provenía de una familia de clase media y que contaba con un patrimonio personal pequeño al momento de iniciar su periodo en la alcaldía, había pasado a ser dueño de haciendas en las provincias de Los Ríos, Pichincha y Esmeraldas; mansiones en Buena Fe, Salinas y Miami; y varios vehículos de lujo, uno de ellos avaluado en 150000 dólares estadounidenses.
Varios de los denunciantes recibieron amenazas de muerte y dos de ellos sufrieron un atentado fallido en junio de 2003 cuando desconocidos dispararon a un vehículo en que se movilizaban. Un grupo de fiscalizadores de la Contraloría arribó a mediados de agosto a la municipalidad para iniciar una auditoría de la gestión de Mendoza, pero el alcalde impidió que realizaran la evaluación. El 26 de agosto de 2003, Mogrovejo fue asesinado por desconocidos que le propinaron siete disparos de bala mientras se dirigía a su hogar. La esposa de Mogrovejo responsabilizó a Mendoza del atentado y relató las amenazas de muerte que tanto Mogrovejo como sus familiares habían recibido luego de iniciar las denuncias de corrupción. Mendoza negó de forma categórica la acusación.
La Comisión de Control Cívico de la Corrupción encontró indicios de responsabilidad penal contra Mendoza por enriquecimiento ilícito, pero el caso fue archivado.

### Vida política posterior
Para las elecciones legislativas de 2006 fue elegido diputado nacional en representación de la provincia de Los Ríos por el Partido Roldosista Ecuatoriano, pero fue cesado del cargo junto al resto del Congreso Nacional en noviembre del año siguiente cuando se instaló la Asamblea Constituyente de 2007 y 2008.
En 2017 fue elegido asambleísta nacional en representación de Los Ríos por la alianza entre los movimientos CREO y SUMA. A finales de 2018 renunció al cargo para presentarse como candidato a prefecto de Los Ríos en las elecciones seccionales de 2019, pero perdió contra Jhonny Terán, a quien Mendoza acusó de haber cometido fraude electoral.
Poco antes de su fallecimiento se inscribió como candidato a asambleísta en las elecciones legislativas de 2021 por el partido Avanza. En diciembre de 2020 presentó una denuncia contra el prefecto Jhonny Terán por supuestamente hacer uso indebido de bienes de la prefectura para promover la campaña electoral de su hijo a la Asamblea Nacional, para lo cual presentó como pruebas videos, grabaciones de audio y fotografías.

## Asesinato
La noche del 21 de diciembre de 2020 Mendoza fue interceptado en la vía Quevedo-Valencia por individuos que se movilizaban en una moto y que le dispararon de forma reiterada. Mendoza acababa de salir de las oficinas de un medio de comunicación en el que le habían realizado una entrevista al momento del ataque. Minutos después fue trasladado a un centro médico, donde se confirmó su fallecimiento.
Días después del asesinato, el hermano de Mendoza aseveró que el crimen se habría dado supuestamente por motivos políticos.